# Elisabeth Binder (Medizinerin)
Elisabeth B. Binder (* 22. Mai 1971 in Wien) ist eine österreichische Medizinerin und Neurowissenschaftlerin.

## Leben
Elisabeth Binder wuchs als Tochter zweier Ärzte auf. Sie studierte von 1989 bis 1995 Medizin an der Universität Wien und schloss das Studium mit der Promotion ab. Sie ging nach Atlanta und wurde im Jahr 2000 an der Emory University in Neurowissenschaften promoviert (PhD). Danach war sie bis 2004 am Max-Planck-Institut für Psychiatrie in München beschäftigt. 2004 ging sie als Assistant Professor wieder nach Atlanta und 2007 wieder zurück nach München, wurde Forschungsgruppenleiterin für Molekulare Genetik für Depressionen und fungierte als Gleichstellungsbeauftragte am Institut. Seit August 2013 ist sie Direktorin am Max-Planck-Institut für Psychiatrie und wissenschaftliches Mitglied der Max-Planck-Gesellschaft.
2016 wurde Elisabeth Binder zum Mitglied (Matrikel-Nr. 7702) der Leopoldina gewählt, die sie 2017 mit ihrem Carus-Preis auszeichnete. 2020 wurde sie in die National Academy of Medicine der USA gewählt.
Binder ist Mutter dreier Kinder.

## Forschungsschwerpunkt
Binder befasst sich unter anderem mit Epigenetik und hat untersucht, wie sich Stress im Erbgut niederschlagen und auf diese Weise „über Generationen weitergegeben werden kann“. Mögliche Folge wären psychische Erkrankungen der Kinder und Kindeskinder. Studien würden zeigen, dass ein in der Kindheit erlebtes Trauma sich auf eine spätere Schwangerschaft auswirke. Auch Männer gäben traumatische Erfahrungen über epigenetische Signale ihrer Spermien an die Nachkommen weiter.

## Publikationen
- Nadine Provencal, Elisabeth Binder: The neurobiological effects of stress as contributors to psychiatric disorders. Focus on epigenetics. In: Current opinion in neurobiology. Band 30, 2015, ISSN 0959-4388, S. 31–37 (englisch).